# Dschabal Sindschar
Der Dschabal Sindschar (arabisch جبل سنجار Dschabal Sindschār, DMG Ǧabal Sinǧār; kurdisch چیای شه‌نگال / شه‌نگار Çiyayê Şingal/Şingar) ist ein Höhenzug im Nordirak westlich der Stadt Mossul nahe der syrischen Grenze, der von der bereits in der zweiten Hälfte des 20. Jahrhunderts endgültig zerstörten jesidischen Bauern- und Hirtenkultur geprägt worden ist. Seine Ausdehnung beträgt etwa 100 km, wovon 75 km im Irak selbst liegen.

## Geographie

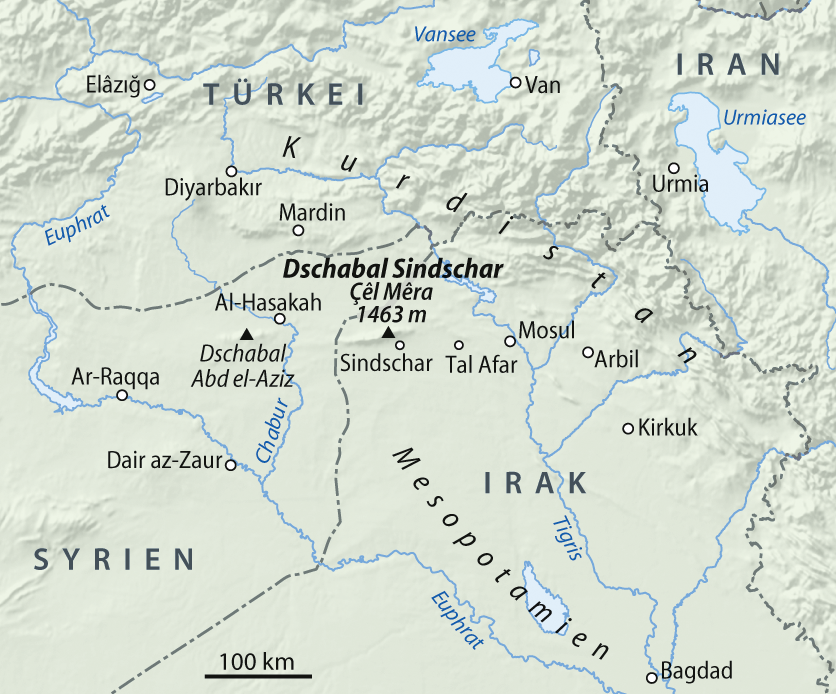
Die Lage des Dschabal Sindschars

Der lang gestreckte, weitgehend verkarstete Dschabal Sindschar erhebt sich in einer relativen Höhe von etwa 500 bis 1000 Metern unvermittelt aus einer semiariden, teils im Trockenfeldbau genutzten Ebene zwischen den beiden Flüssen Tigris und Chabur und gehört zu Dschazira. Er erstreckt sich über etwa 60 km ungefähr von Osten nach Westen. An seiner höchsten Stelle erreicht der Dschabal Sindschar mit dem Çêl Mêra (auch Chermera, deutsch „Vierzig Männer“) 1463 Meter. Seine Scheitelregion ist abgetragen, sodass er heute aus mehreren Schichtkämmen besteht, in denen Gesteine des Eozäns und der Kreidezeit zutage treten. Die höchsten Gipfel werden von mächtigen Kalkblöcken gebildet. Am südlichen Fuß des Höhenzuges liegt die Stadt Sindschar. Dort verläuft eine seit dem 11. Jahrhundert benutzte Straße von Mossul nach Ar-Raqqa in Syrien.

## Geologie

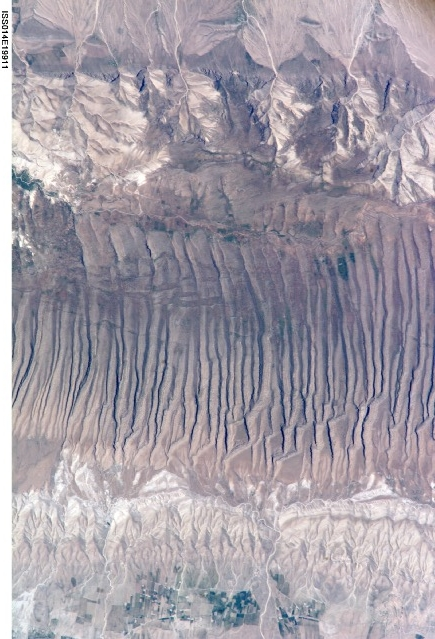
Dschabal Sindschar, Ausschnitt: tief eingeschnittene Täler am Südhang, Schichtkämme am Scheitel, Steilabfall nach Norden

Der Dschabal Sindschar innerhalb anderer antiklinalen Strukturen in der Provinz

Der Dschabal Sindschar liegt im Nordosten der Nordarabischen Platte und ist der an der Erdoberfläche sichtbare Teil des gleichnamigen, etwa 150 km langen Sindschar-Hebungsgebietes. Die im Zentrum des Hebungsgebietes um bis zu 1,5 km gehobenen Gesteinsschichten entstammen einem Zeitraum vom Paläozoikum bis zum Känozoikum. Das kristalline Grundgebirge liegt in etwa sechs Kilometer Tiefe. Die genaue Zusammensetzung der tieferen Schichten des Deckgebirges ist nicht bekannt, denn Gesteine des Kambriums wurden bisher nicht erbohrt. Mächtige Tonsteine des Ordoviziums sind allerdings mehrfach angetroffen worden, ebenso das untere Silur. Gesteine des oberen Silurs und des Devons fehlen komplett, erst im Karbon wurden wieder klastische Gesteine in einer langgestreckten Grabenzone abgelagert. Aus dem Oberkarbon wie auch aus dem unteren Perm sind keine Ablagerungen überliefert. Dies könnte auf Erosion der betreffenden Schichten in der frühen Trias zurückzuführen sein. Bis zum Ende des Jura wurden danach Flachwassersedimente abgelagert (Dolomite, Kalksteine, Mergel und Sandsteine), von denen vor allem die mächtigen Dolomite der Trias überliefert sind, während die jüngeren Schichten wiederum weitgehend erodiert wurden. Während des Oberen Jura und der Kreide wurde die Sedimentation wesentlich von Grabenbildung beherrscht, die vor einer nördlichen Hauptabschiebung zu Ablagerung der mächtigen Shiranish-Formation führte. Auch im frühen Tertiär bis ins Miozän herrschte Ablagerung im Gebiet des späteren Dschabal Sindschar, die vorher so regen Grabenbildungsvorgänge waren jedoch zum Erliegen gekommen. Die Ablagerungen sind vor allem von Kalksteinen, Gips und Anhydrit bestimmt, die im Pliozän in Ton- und Sandsteine und Konglomerate übergehen.
Im Gefolge der Zagros-Faltung des Pliozäns unterlag das gesamte Gebiet der nördlichen Arabischen Platte einer starken, in etwa von Nord nach Süd gerichteten Spannung. Vor allem die mächtige Sedimentfolge, die sich in der zwischen Karbon und Oberkreide immer wieder aktiven Grabenzone abgelagert hatte, wurde an der nördlichen Grabenstörung nach Norden aufgeschoben und das Grabeninnere emporgehoben. Die am höchsten aufgewölbten Gesteinsschichten wurden erodiert, so dass zwischen den in der Umgebung verbreitet die Oberfläche bildenden Schichten des Quartärs und jüngeren Tertiärs im Kern der Aufwölbung ältere Schichten zu Tage traten. Ähnlich wie der weiter westlich in Syrien gelegene Dschabal Abd el-Aziz ist der Höhenzug des Dschabal Sindschar so der oberflächliche Ausdruck einer erdgeschichtlich sehr jungen Antiklinale mit einer komplizierten Entstehungsgeschichte. Der asymmetrische Aufbau dieser Antiklinale spiegelt sich in der heutigen Oberflächenform wider: tief eingeschnittene Täler zerfurchen den mäßig steilen Südhang und fast flach lagernde Schichtkämme bilden seinen Scheitel, während der Nordhang steil abfällt (s. nebenstehendes Foto).

## Klima
Am Dschabal Sindschar herrscht ein semiarides subtropisches Klima mediterraner Ausprägung mit heißen trockenen Sommern und kühlen feuchten Wintern. Vergleichbare Klimawerte liegen für die Stadt Sindschar am Fuß des Höhenzuges vor. Dort liegt das Temperaturmaximum mit einem Tagesdurchschnitt von 33,9 °C im Juli und im August, das Maximum der Niederschläge mit 84 mm im Januar. Die Jahresdurchschnittstemperatur beträgt 20 °C. Die Jahresniederschläge haben eine Höhe von 449 mm. Je nach Höhenlage liegen die Temperaturwerte im Dschabal Sindschar im Schnitt niedriger und die Niederschlagswerte höher. Das führt dazu, dass die Kammregionen im Winter eine dauerhafte Schneekappe tragen.

## Vegetation
Die Zone oberhalb von 800 Metern ist potentielles Waldgebiet, doch aufgrund menschlicher Einwirkungen wie Holzeinschlag und Beweidung sind die dort zu erwartenden Eichenwälder fast nur noch sehr licht oder in unzugänglichen Gebieten zu finden. Sie wurden weitgehend durch eine an die Höhenlage angepasste Steppenflora ersetzt. Große Bereiche dieser Zone werden von Gesteinsfluren geprägt. Wegen der geringeren Niederschläge herrscht unterhalb von 800 Metern eine wärmeliebende Steppenflora vor. In den tief eingeschnittenen Tälern, an meist temporären Wasserläufen gedeiht dort, wo sie nicht durch Ackerterrassen ersetzt worden ist, eine artenreiche Schluchtenvegetation, für die die wilde, von den Jesiden kultivierte Feige (Ficus carica) typisch erscheint.
Ab 1965 wurden viele jesidische Dörfer zerstört und die Bewohner umgesiedelt. Seitdem unterliegen ehemals gepflegte Nutzflächen einer sekundären natürlichen Sukzession. Sie verkrauten und verbuschen. Wo Terrassen zusammenbrechen und die Bewässerungsanlagen zerfallen, kann sich eine mediterrane Macchie ausbreiten. Die Bodenerosion schreitet voran. Eichen- und Ahornwälder (beispielsweise Acer monspessulanum subsp. cinarescens) dagegen können sich erholen, wenn sie weiterhin nicht mehr der Holzgewinnung und Beweidung dienen.

## Bodennutzung

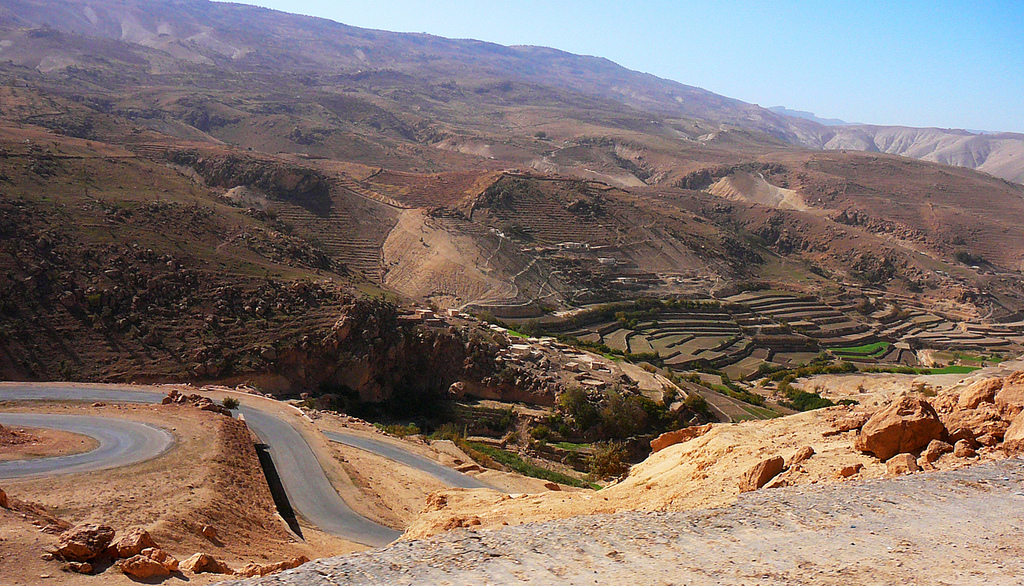
Terrassen in einem Tal des Dschabal Sindschar: Trockenfeldbau an den steileren Hängen, Bewässerung im flacheren Bereich

Die Bodennutzung des von den Jesiden geprägten Dschabal Sindschar geschieht hauptsächlich durch Beweidung. Neben den offenen Flächen, die weitgehend überweidet sind, werden auch Wälder als Schafweiden genutzt. Außerdem werden, meist auf in den Tälern gelegenen und teilweise terrassierten und bewässerten Ackerflächen, hauptsächlich Getreide, Gemüse und Tabak angebaut. Im islamischen Mittelalter wurden hier auch Maulbeeren für eine florierende Seidenproduktion kultiviert. An den Hängen folgen Obsthaine. Historische Berichte rühmen vor allem die Feigen und Datteln des Dschabal Sindschar. (Karte)

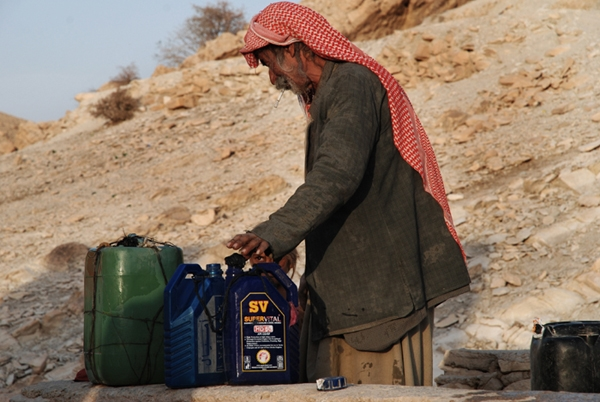
Ein jesidischer Hirte holt an einer Quelle des Dschabal Sindschar Wasser für seine in höheren, trockenen Regionen weidende Herde

Ein Großteil des Viehbestandes kommt saisonal mit Wanderhirten aus Dörfern außerhalb des Dschabals, entspricht also dem Transhumanz-System. Die Bewohner des Dschabals dagegen pflegen eine ganzjährige Beweidung, die nur unterbrochen wird, wenn das Vieh im Sommer zwischenzeitlich auf abgeerntete Weizen- und Gerstefelder getrieben wird. Im Winter wird zugefüttert. Alle Hirten haben freien Zugang zum Weideland, für das keine speziellen Eigentumsrechte bestehen und für das es auch keine öffentlichen Institutionen gibt, die die Beweidung organisieren.
Der Vergleich von Satellitenaufnahmen der Jahre 1988 und 1995 zeigt eine starke Degradation der natürlichen Pflanzendecke, wofür auch die Überweidung verantwortlich ist. Dieser Prozess dauert weiterhin an. Er wird verstärkt durch ein Nachlassen der Niederschläge in den letzten Jahren.

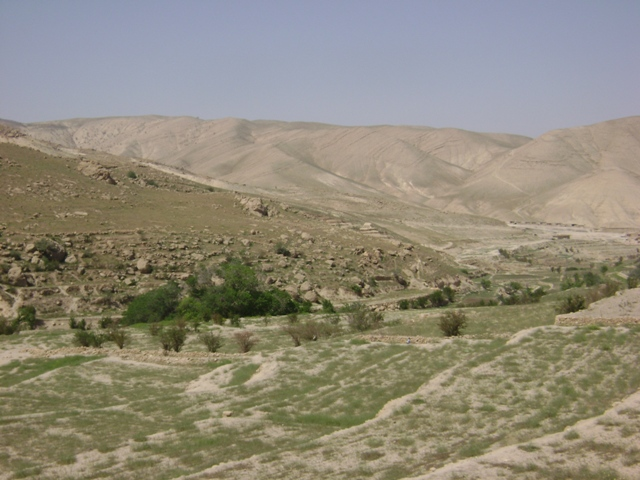
Brach liegende Terrassen

Mit der Zerstörung jesidischer Dörfer, der Umsiedlung ihrer Bewohner in Zentraldörfer außerhalb des Höhenzuges im Rahmen der irakischen Arabisierungspolitik und der damit einhergehenden Landflucht ist die angestammte jesidische Bauern- und Hirtenkultur untergegangen. Der Acker- und Gemüsebau innerhalb des Dschabal Sindschar dient heute großteils der Selbstversorgung. Die jesidischen Bauern, die in den Zentraldörfern wohnen, gelangen nur auf beschwerlichen Wegen zu ihren manchmal weit entfernten Nutzflächen im Innern des Höhenzuges. Sie betreiben die Land- und Weidewirtschaft oft nur mehr im Nebenerwerb. Sie pendeln in weit entfernte Städte, in denen sie Arbeit finden können, und kommen nur in mehrmonatigem Abstand zu den im Dschabal Sindschar oder in den Zentraldörfern verbliebenen Familien zurück.

## Rohstoffe
Die großen Kalkstein- und Gipsvorkommen des Dschabal Sindschar sind die Grundlage für eine 1981 gegründete Zementfabrik, die 1985 den Betrieb aufgenommen hat und wegen der Kriege in der Region von Beginn an immer wieder außer Betrieb war. Sie liegt etwa 20 Kilometer östlich der Stadt Sindschar an der Fernstraße 715 Richtung Mossul. Das Rohmaterial stammt von den östlichen Ausläufern des Höhenzuges (Karte).

## Geschichte

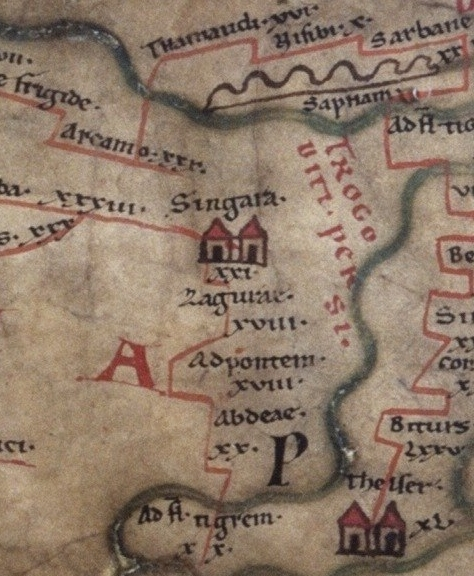
Singara und Trogoditi. persi. (recte Troglodytae persae): die Stadt Singara (Sindschar) und „persische Höhlenbewohner“, womit die Bewohner der Höhlen im Dschabal Sindschar gemeint sind, auf der Tabula Peutingeriana, der mittelalterlichen Kopie einer römischen Straßenkarte

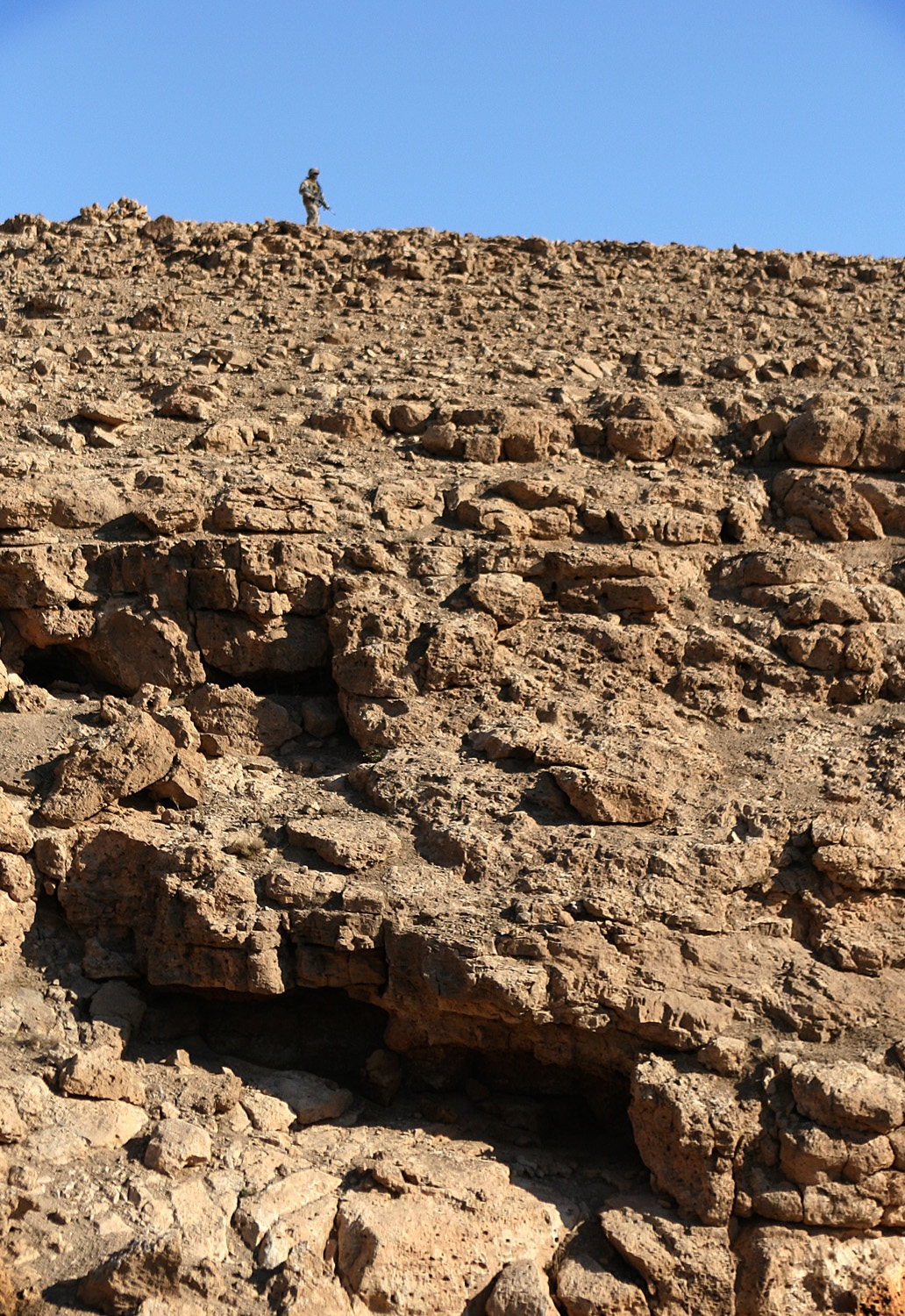
Karstlandschaft des Dschabal Sindschar. Im Vordergrund der Zugang zu einer Karsthöhle

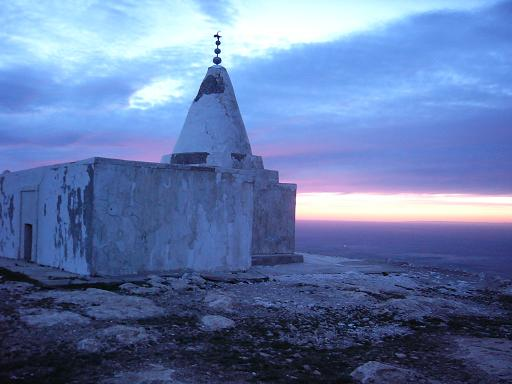
Jesidisches Heiligtum Çêl Mêra auf dem gleichnamigen Gipfel des Dschabal Sindschar

Der zerklüftete und mit natürlichen Höhlen ausgestattete Höhenzug war in der Geschichte ein bekanntes Rückzugsgebiet für die Menschen der Region. Am Fuß des Dschabal Sindschar befindet sich das antike Singara, dessen Name etymologisch mit Sindschar verwandt ist. Der Höhenzug war ein Schauplatz der Kriege zwischen dem Römischen Reich und dem Partherreich. Singara diente nach der römischen Eroberung der Gegend als Stützpunkt der römischen Legion Legio I Parthica. Der Dschabal selbst gehörte zur neuen römischen Provinz Mesopotamia, die aber nur kurze Zeit bestand. Später war der Höhenzug Schauplatz der Kämpfe zwischen Byzanz und dem Sassanidenreich. Für die Region sind mehrere Bischöfe, die entweder nestorianisch oder jakobitisch waren, bezeugt. Des Weiteren lebten hier auch Zoroastrier und Juden. Die islamische Eroberung des Gebietes bewirkte einen Niedergang der christlichen Kultur. Der Dschabal Sindschar wurde Teil der Provinz Diyar Rabia und arabische Stämme kamen in die Region.
Das Gebiet wurde 970 von den Hamdaniden erobert und blühte später unter einem Seitenzweig der Zengiden auf. Diesen folgten in der ersten Hälfte des 13. Jahrhunderts die Ayyubiden. Mündlich tradierte Berichte von Jesidenstämmen des östlichen Dschabal Sindschar verbinden das Eindringen des Jesidentums in den Dschabal in der zweiten Hälfte des 13. Jahrhunderts mit Scharaf al-Din Muhammad. Ibn Battuta dagegen berichtete im 14. Jahrhundert von kurdischen Stämmen im nördlichen Dschabal Sindschar, ohne die Jesiden ausdrücklich zu erwähnen. Wenig später herrschten zunächst die Qara Qoyunlu über die Region, danach die Aq Qoyunlu, die 1507/1508 von den Safawiden besiegt wurden.
1534 entrissen die Osmanen den Safawiden die Macht. Unter ihnen war das Gebiet um den Dschabal Sindschar ein Sandschak der Provinz Diyarbakır. In früher osmanischer Zeit kamen weitere Jesiden in mehreren Siedlungswellen hauptsächlich aus dem Scheichan-Gebiet in den Dschabal Sindschar. Dabei ersetzten und ergänzten sie allmählich die vorhandene christliche Bevölkerung, die ihre Identität erhalten konnte. Im 17. Jahrhundert lebten laut dem osmanischen Reisenden Evliya Çelebi am Dschabal Sindschar, der damals in Anspielung auf die Haartracht der Jesiden auch Saçlı Dağı („Berg der Haarigen“) genannt wurde, etwa 45.000 jesidische und sufitische Kurden („Bapiri“), während in der Stadt Sindschar auch Araber wohnten. Evliya beschrieb ausführlich, wie im Jahr 1640 osmanische Truppen unter dem Kommando von Mustafa Pascha Firari 300 Dörfer der Jesiden verheerten und etwa 1000 bis 2000 Jesiden, die in Höhlen Zuflucht gesucht hatten, töteten.

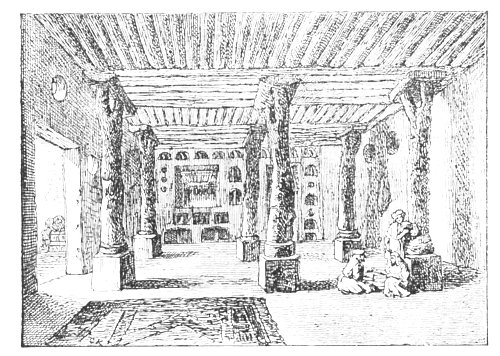
Austen Henry Layard: Skizze aus dem Inneren eines jesidischen Hauses im Sindschar (1847)

Bis 1830 war das Gebiet Teil des Sandschaks Mardin. Danach gehörte es zu Mossul. In den 1830er Jahren begann der ambitionierte kurdische Fürst Mohammed Pascha Rewanduz von Soran einen Feldzug gegen die Jesiden. Dabei kamen viele Menschen ums Leben und viele Jesiden flohen nach Mossul. Der britische Archäologe Austen Henry Layard nahm im Oktober 1846 an einer osmanischen Expedition Tajar Paschas in den Dschabal Sindschar teil, bei der das durch einen früheren Gouverneur von Mossul zugrunde gerichtete Gebiet untersucht werden sollte. Die Unternehmung endete mit der Zerstörung eines jesidischen Dorfes und der Tötung vieler Bewohner. Layard berichtete darüber und über die Lebensumstände der Jesiden im Dschabal Sindschar. Er war der erste Europäer, der umfangreich über die Jesiden schrieb, deren „Fest der Versammlung“ (Cejna Cemaʿîye) er in Lalisch erleben konnte. Layard führte aus, dass die jesidischen Bewohner des Höhenzugs nicht nur immer Gefahr liefen verfolgt zu werden, sondern auch selbst eine ständige Gefahr für die Durchreisenden der Region waren:

„Daher war es denn auch nichts Unnatürliches, daß die Jezidi jede sich bietende Gelegenheit benutzten, sich an ihren Unterdrückern zu rächen. Sie bildeten Banden und waren lange Zeit der Schrecken des Landes. Kein Bekenner Allahs, der in ihre Hände fiel, wurde geschont. Karawanen wurden geplündert und Kaufleute mitleidlos ermordet. Den Christen fielen sie aber nicht beschwerlich; denn die Jezidi betrachteten sie als Leidensbrüder auf dem Felde der Religion.“

Dem osmanischen Gouverneur von Bagdad beugten sich die Jesiden nicht. So kam es von 1850 bis 1864 zu einem Aufstand gegen den Gouverneur. Einige christliche Familien übernahmen im Laufe der osmanischen Herrschaftszeit hauptsächlich in den Orten am Fuße des Dschabals, zum Beispiel in Sindschar, Jaddala, Bardahali und Sakiniyya, den Handel mit den landwirtschaftlichen Produkten aus dem Innern des Dschabals und exportierten sie in die großen Städte wie Mossul und Bagdad und weiter ins gesamte Osmanische Reich. Von den osmanischen Regierungen auch im Dschabal Sindschar geplante Bodenreformen hatten keinen Erfolg. Sie scheiterten hauptsächlich an den sehr selbständigen jesidischen Scheichs und Mīrs und deren Familien, die als Mitglieder privilegierter Kasten um ihren Unterhalt aus den Abgaben der Stämme fürchteten.

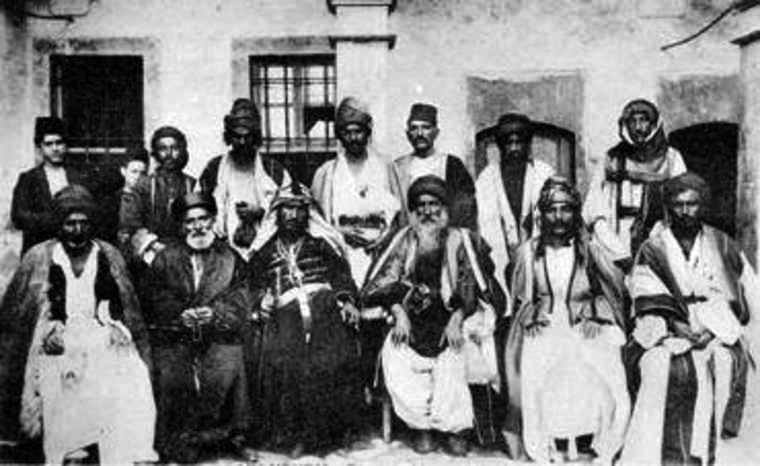
Treffen jesidischer Stammesführer mit christlich-chaldäischen Klerikern (19. Jh.)

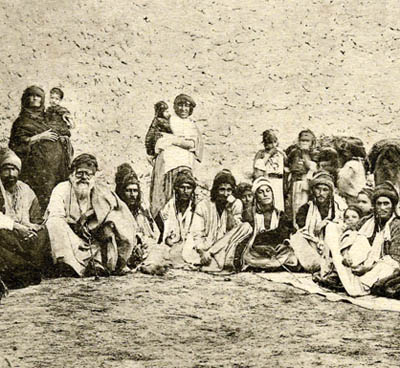
Eine Gruppe von Jesiden auf dem Dschabal Sindschar (um 1920)

Ab den 1880er Jahren erfuhr das Lesepublikum im deutschsprachigen Raum einiges über die Vorgänge am Dschabal Sindschar und über die Lebensweise der Jesiden aus Karl Mays Veröffentlichungen, die im Orientzyklus zusammengefasst wurden. May stützte sich darin auf die Schriften Austen Henry Layards, wobei er auch dessen Irrtümer übernahm.
Gegen Ende des 19. Jahrhunderts nahmen die Verfolgungen der Jesiden des Dschabal Sindschar durch die Osmanen zu. Manche Jesiden nutzten außer der Konversion zum Islam auch den Übertritt zum Christentum, um dem zu entkommen. Als im Laufe des Ersten Weltkriegs 1915/16 auch die Christen des Osmanischen Reiches verfolgt wurden, flüchteten viele christliche Armenier, Nestorianer (Assyrer und katholisch unierte Chaldäer) und Jakobiten in den Dschabal Sindschar. Sie wurden von einigen jesidischen Stämmen aufgenommen und bildeten etwa 4 Prozent der Einwohner des Höhenzuges. Gleichzeitig verschlechterten sich die Beziehungen zwischen Jesiden und Muslimen dramatisch und damit auch zwischen jesidischen Stämmen, bei denen entweder Christen oder Muslime lebten.
Nach dem Ersten Weltkrieg wurde der Dschabal Sindschar als Teil des Vilâyets Mossul von den Briten besetzt und 1924 dem Britischen Mandat Mesopotamien zugeschlagen. In dieser Zeit investierten hauptsächlich christliche und muslimische Händler aus Mossul in die Landwirtschaft des Dschabals, wie das ansatzweise auch schon in der zweiten Hälfte des 19. Jahrhunderts geschehen war. Sie unterhielten Niederlassungen in der Stadt Sindschar, finanzierten Rinder-, Schaf- und Ziegenherden und schlossen Verträge mit den jesidischen Bauern und Hirten bzw. deren Oberhäuptern über die Lieferung von landwirtschaftlichen Gütern wie Feigen, Baumwolle, Wolle, Milchprodukten und Fleisch. Im Gegenzug kauften die Dorfbewohner und Viehnomaden vermehrt Güter, die sie nicht selbst gewinnen oder herstellen konnten, wie Zucker, Kaffee, Kleidung und Spirituosen. Damit wandelte sich ihre Subsistenzwirtschaft in Richtung auf eine angehende Marktwirtschaft. Die Güterströme liefen meist über Mossul, selbst der Export der Waren nach Syrien nahm diesen Weg.
Während des britischen Mandats gab es unter den Führern der Jesiden des Dschabals Tendenzen, sich von der religiösen Dominanz Scheichans und der Vormachtstellung einer aus Scheichan stammenden Mir-Familie sowie von der Administration in Mossul zu lösen. Von ihnen wurde beispielsweise vorgeschlagen, das Gebiet des Dschabal Sindschar dem französisch verwalteten Syrien anzugliedern. Erreicht werden sollte eine Dezentralisierung und damit eine Stärkung der tribalen Zuständigkeiten. Diese politischen Turbulenzen konnte die irakische Administration mit Rückendeckung durch die für Sicherheit und Verwaltung des Dschabal Sindschar zuständige britische Royal Air Force beenden und ebenso die Ansprüche, die die kemalistische Türkei auf das Gebiet stellte, zurückweisen. Als der neue Staat Irak geschaffen wurde, verblieb der Dschabal Sindschar innerhalb von dessen Grenzen.

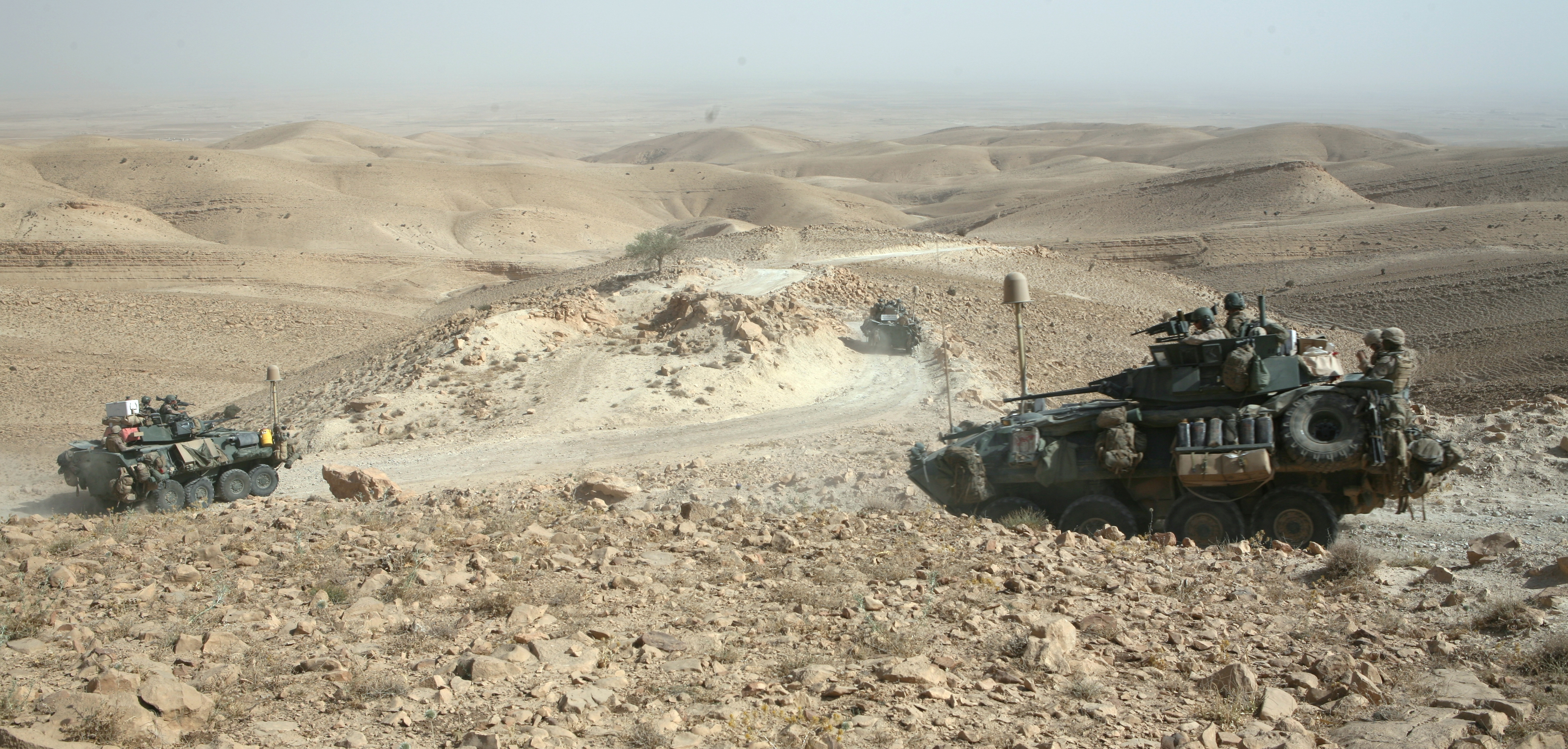
LAV-25-Radpanzer der US-Truppen im Dschabal Sindschar

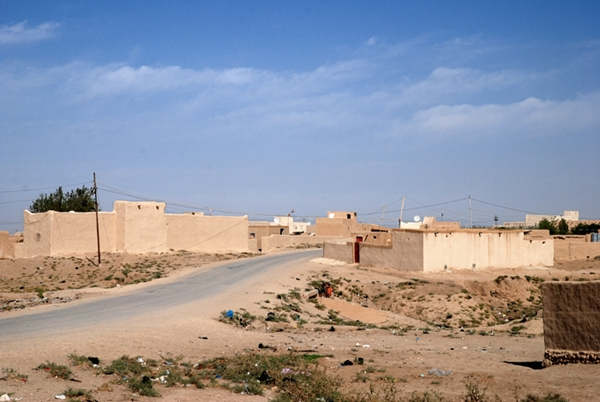
Das Zentraldorf Gohbal (auch Kūhbil, Gohbil, Guhbl), nördlich des Dschabal Sindschar

Seit der Unabhängigkeit des Iraks 1932 ist der Dschabal Sindschar Teil der Provinz Ninawa. Seit 1965, insbesondere in den 1970er und den 1980er Jahren wurde die kurdische Bevölkerung aus mehr als 160 Dörfern der Sindschar-Region aufgrund der Konflikte zwischen der irakischen Regierung und den Kurden im Nordirak deportiert und gezwungen, in zwölf Zentral-, Sammel- oder Modelldörfern (mudschammaʿat) zu leben. Ihre ursprünglichen Dörfer wurden entweder zerstört oder aber Angehörigen arabischer Stämme überlassen. Seit dem Irakkrieg 2003 gab es in der Region immer wieder Anschläge sunnitischer Extremisten gegen die Jesiden. Der bisher größte Anschlag ereignete sich im August 2007 und kostete 336 Menschen das Leben. Rund 1000 Familien wurden obdachlos. Der Dschabal Sindschar war auch Kampfgebiet der auf seinen Höhenzügen und in seiner Umgebung stationierten US-Streitkräfte.
Seit einigen Jahren wird diskutiert, ob der Dschabal Sindschar an die Autonome Region Kurdistan angeschlossen werden soll. Im Juni 2014 nahmen kurdische Peschmerga mit Hilfe der kurdisch-syrischen Volksverteidigungseinheiten der PYD bei militärischen Auseinandersetzungen mit den Truppen des Islamischen Staats (IS) Ortschaften rund um den Dschabal Sindschar ein. Im August 2014 unterstützte die US-Marine die Peschmerga bei der Rettung von 20.000–30.000 Jesiden vor dem IS mit Luftschlägen. Bei diesen Gefechten trat zum ersten Mal die jesidische Bürgerwehr in Erscheinung.
Am 20. Oktober traten die IS-Milizen zur Großoffensive an, konnten dabei rasch vorrücken und die Pilgerstätte Scharaf ad-Din einkesseln. Laut Augenzeugen seien die IS-Milizen mit 40 Humvees vorgerückt. Teile der jesidischen Bürgerwehren unter dem Kommando von Qasim Şeşo hatten sich dorthin zurückgezogen. 7000 Zivilisten und einige hundert Kämpfer sollen sich ins Gebirge geflüchtet haben. Die IS-Milizen konnten die Verteidiger wieder im Sindschal-Gebirge einkesseln. Am 24. Oktober gelang es den IS-Milizen, an der Südseite des Gebirges aufzusteigen und die heilige Stätte Memê Reshan unter Mörserbeschuss zu nehmen. Die Verteidiger im Kessel setzten sich aus Einheiten der YPG, HPG, HPŞ und YBŞ zusammen. Die Versorgung der eingeschlossenen Zivilisten und Kämpfer erfolgte sporadisch über den Luftweg.

## Besonderheiten
- 1980 wurde im Geröll eines in den Dschabal Sindschar eingeschnittenen Wadis ein neues Mineral entdeckt, das den Namen Sinjarit erhielt. Es handelt sich um ein vom Grundwasser ausgefälltes Calciumchlorid mit der chemischen Formel CaCl2 · 2 H2O. Der Sinjarit ist wenig beständig, da er sich leicht in Wasser löst.[39][40]
- In ihrem Bestand gefährdete Sakerfalken wurden im Dschabal Sindschar gefangen und als „Sinjari“-Falken in die Golfstaaten exportiert bzw. geschmuggelt.[41]
- Der bereits für 7500 vor Christus durch Knochenfunde für die Region des Dschabal Sindschar bezeugte und inzwischen ausgerottete Syrische Halbesel (auch Syrischer Onager genannt, Equus hemionus hemippus) war die kleinste Unterart des Asiatischen Halbesels. Ein Exemplar wurde 1911 im irakisch-syrischen Grenzgebiet, im Vorland des Dschabal Sindschar, gefangen und lebte bis 1929 im Wiener Tiergarten Schönbrunn.[42][43]
- Im Dschabal Sindschar können in Formationen des oberen Campaniums unterschiedlichste Arten von Ammoniten gefunden werden.[44]
- Nur vermutet werden kann, dass Menschen aus den frühesten Siedlungen, die unweit östlich des Dschabal Sindschar liegen, ihn besucht oder genutzt haben. Tell Maghzaliyah beispielsweise ist eine befestigte Siedlung aus dem Präkeramischen Neolithikum B des 8.–7. Jahrtausends v. Chr.[45] Kulturell und chronologisch lässt sich diese Siedlung mit den Fundstätten von Jarmo und Çayönü vergleichen. Andere Fundstätten aus der näheren Umgebung sind Qermez Dere, Tell Sotto und Yarim Tepe I bis IV.[45][46] Der damals weitgehend bewaldete Dschabal Sindschar konnte den damaligen Menschen das Baumaterial Holz und die Früchte der Wilden Pistazie (Pistacia atlantica oder P. khinjuk) sowie die Jagd auf Wildschwein und Wildziegen bieten.[42][47]
- Südlich des Dschabal Sindschar verläuft ein Durchzugsgebiet zwischen dem Osten und dem Westen des alten Orients. Dort wird seit 2001 von Christine Kepinski in Grai Reš, an der Straße 715 von Sindschar nach Osten, ein Ort ausgegraben, dessen oberflächliche Schichten aus dem 4. Jahrtausend vor Christus stammen und der den Übergang vom Dorf zur Stadt veranschaulicht.[48]
- Der an den Südhängen des Dschabal Sindschar entspringende Wadi Adschidsch quert durch seinen südwestlichen Verlauf die Staatsgrenze nach Syrien. In der Salzpfanne von ar-Rauda versickert er. Sein Wasser versorgte Siedlungen, deren archäologische Standorte 1981 entdeckt wurden. Dort fand man beispielsweise mittelassyrische Keramik.[49][50][51]